# 제63회 베네치아 국제 영화제
제63회 베네치아 국제 영화제는 2006년 8월 30일에 열린 시상식이다. 베니스 리도 섬에서 개최되었
다.

## 수상 및 후보

### 황금사자상
- 스틸 라이프 - 지아장커 수상

### 은사자상-감독상
- 마음 - 알랭 레네 수상

### 혁신 은사자상
- 황금의 문 - 에마누엘 크리알리스 수상

### 볼피컵 여우주연상
- 여왕 - 헬렌 미렌 수상

### 볼피컵 남우주연상
- 할리우드랜드 - 벤 애플렉 수상

### 심사위원 특별상
- 다라트 - 마하멧 살레 하룬 수상

### 골든오셀라 각본상
- 여왕 - 피터 모건 수상

### 특별사자상
- 그들의 이런 만남들 - 인간들... 신들 - 장-마리 스트로브 수상

### 마르첼로 마스트로얀니 상
- 언터처블 - 이실드 르 베스코 수상

### 기술 공헌상
- 칠드런 오브 맨 - 엠마누엘 루베즈키 수상

### 호라이즌 상
- 말 등 위의 법정 - 지에 리우 수상

### 호라이즌 DOC 상
- 뚝이 터졌을 때 - 4막 진혼가 - 스파이크 리 수상

### CORTO CORTISSIMO
- 코멘트 온 프레인 단스 운 데상트? - 알릭스 델라포르트 수상

### UIP상
- 더 메이킹 오브 파트 - 다니엘 엘리엇 수상

### 단편부문 특별언급
- 성인 전용 - 여준한 수상

### 경쟁부문
- 몰락 - 바바라 앨버트
- 사라진 별 - 지아니 아멜리오
- 파운틴 - 대런 아로노프스키
- 할리우드랜드 - 앨런 콜터
- 황금의 문 - 에마누엘 크리알리스
- 칠드런 오브 맨 - 알폰소 쿠아론
- 블랙 달리아 - 브라이언 드팔마
- 바비 - 에밀리오 에스테베즈
- 여왕 - 스티븐 프리어스
- 다라트 - 마하멧 살레 하룬
- 언터처블 - 브누와 쟉꼬
- 무시시 - 오토모 가츠히로
- 마음 - 알랭 레네
- 그들의 이런 만남들 - 인간들... 신들 - 장-마리 스트로브
- 방축 - 두기봉
- 홀로 잠들고 싶지 않아 - 차이밍량
- 블랙북 - 폴 버호벤
- 도취 - 이반 비리파에프
- 징후와 세기 - 아피찻퐁 위라세타쿤

### 비경쟁부문
- 9월의 어느 날 - 산티아고 아미고레나
- 마술 피리 - 케네스 브래너
- 야연 - 펑샤오강
- 악마는 프라다를 입는다 - 데이빗 프랭클
- 오스트로브 - 파벨 룽긴
- 인랜드 엠파이어 - 데이빗 린치
- 게드전기 - 어스시의 전설 - 미야자키 고로
- 항상 아름다운 - 마뇰 드 올리베이라
- 월드 트레이드 센터 - 올리버 스톤
- 잠 못 들게 하는 영화 2 - 셋집 있음 - 하우메 발라게로
- BB 프로젝트 - 진목승
- 절규 - 구로사와 기요시
- 위커 맨 - 닐 라부티
- 짝패 - 류승완
- 썸머 러브 - 카렐 로든
- 사하라에서 온 편지 - 비토리오 드 세타

### 코르토 코르티시모
- Levelek - 페렝 카코
- 디텍티브 - 안드레아스 골드스타인
- 트레인타 아노스 - 니콜라스 라스니밧
- 엄 아노 마이스 롱고 - 마르코 마틴스
- 멈 - 매즈 매티슨
- 메이크 유어 초이스 - 파울로 미란다
- 녹색 곰팡이 - 이오아킴 미로나스
- 리엔 네 바 플러스 - 카탸 프라츠케 외 1명
- 트릴리자스 프로파겐더 - 페르난도 살렘
- 로드 마크스 - 쉬몬 샤이
- 피브 1477 - 로렌조 스포티에로
- 왓 더즈 유어 대디 두? - 마틴 스팃
- 에바 레스트 오 플래카드 레 나잇 드 플레인 린느 - 알렉스 스톡맨
- 인 더 아이 아비드스 더 하트 - 메리 스위니
- 스틱 파이터 - 테보호 말라치

### 호라이즌
- 슈리 인 더 스카이 - 카림 아이누즈
- 아이 엠 더 원 후 브링스 플라워즈 투 허 그레이브 - 하라 압달라
- 귀뚜라미 - 아오야마 신지
- 벨리심 2 - 지오바나 갈리아르도
- 이토록 뜨거운 순간 - 에단 호크
- 여우비 - 호 유항
- 동 - 지아장커
- 자유로운 배회 - 보리스 흘레브니코프
- 미국 대 존 레논 - 데이빗 레프 외
- 엘 코브라도르 - 안토넬라 코스타
- 인퍼머스 - 더글러스 맥그라스
- 오페라 자와 - 가린 누그로호
- 다치구이시열전 - 오시이 마모루
- 퀴호테 - 미모 팰라디노
- 하이마트 - 에드가 레이츠
- 돈 메이크 애니 플란스 포 투나잇 - 지아루카 마리아 터베어렐리
- 당신보다 로마 - 타리크 테기아
- 파졸리니 - 주세페 베르톨루치
- 아카마스 - 패니코스 크리스산투
- 그라디바 - 알랭 로브-그리에
- 킬 길, 볼륨 2 - 잉그보그 위스
- 일 미오 패스 - 다니엘레 비카리

### 회고전
- 가린차 - 밀림의 영웅 - 호아킴 페드로 데 안드라데
- 성직자와 소녀 - 호아킴 페드로 데 안드라데
- 정글의 괴물 - 호아킴 페드로 데 안드라데
- 공모자 - 호아킴 페드로 데 안드라데
- 부부싸움 - 호아킴 페드로 데 안드라데
- 오 호멤 도 파우-브라실 - 호아킴 페드로 데 안드라데
- O Mestre de Apicucos - 호아킴 페드로 데 안드라데
- O Poeta do Castelo - 호아킴 페드로 데 안드라데
- Couro de Gato - 호아킴 페드로 데 안드라데
- Cinema Novo - 호아킴 페드로 데 안드라데
- Brasilia, Contradicoes de uma Cidade - 호아킴 페드로 데 안드라데
- Linguagem da Persuasao - 호아킴 페드로 데 안드라데
- 에로틱 스토리스 - 호아킴 페드로 데 안드라데
- O Aleijadinho - 호아킴 페드로 데 안드라데

### 러시아 영화 역사의 비밀
- 아코디언 - 이고르 사브첸코
- 모스크바 미소 - 그리고리 알렉산드로브
- Cirk - 그리고리 알렉산드로브
- 더 리치 브라이드 - 이반 피리예프
- 볼가강 - 그리고리 알렉산드로브
- 트랙터 드라이버 - 이반 피리예프
- 아이네 뮤지칼리스체 게스치츠테 - 알렉산드르 이바노브스키 외 1명
- 더 샤이닝 패스 - 그리고리 알렉산드로브
- 스와인허드 앤 셰퍼드 - 이반 피리예프
- 식스 어클락 인 더 이브닝 애프터 더 워 - 이반 피리예프
- 베스나 - 그리고리 알렉산드로브
- 쿠반의 코사크 - 이반 피리예프
- Scedroe leto - 보리스 바르넷
- Karnaval'naja noc' - El'dar Rjazanov
- 아워 카인드 닥터 - 샤큰 아즈마노브
- 체리 타운 - 거버트 래파포트
- 세이브 더 드로우닝 맨 - 파벨 아르스요노프
- 연인의 로맨스 - 안드레이 콘찰로프스키

### 이탈리아 영화 역사의 비밀
- 강박관념 - 루치노 비스콘티
- 인 하이 플레이스 - 마리오 솔다티
- 무방비 도시 - 로베르토 로셀리니
- 플라이트 인투 프랑스 - 마리오 솔다티
- 시아모 돈 - 루치노 비스콘티
- Ingrid Bergman - episode from Siamo donne - 로베르토 로셀리니
- 제너럴 델라 로베레 - 로베르토 로셀리니
- 일 페로체 사라디노 - 마리오 보나드
- 석양의 건맨 - 세르지오 레오네
- 달라 누베 알라 레지스텐자 - 장-마리 스트로브